# Dapenghua
Het Dapenghua is een Chinees dialect, dat door ongeveer een anderhalf miljoen mensen op de wereld wordt gesproken. Het heeft veel sprekers in New York, Portsmouth, Den Haag, Limburg, Longgang (met name de streek Dapeng Bandao) en Hongkong. Jongeren kunnen het meestal alleen verstaan. Het woord Dapenghua wordt in het eigen dialect uitgesproken als [ tʰaːi pʰuŋ waː ] (IPA)) en in het Standaardkantonees uitgesproken als [ taːi pʰaːŋ waː ].

## Classificatie
Het Dapeng is volgens Chinese linguïsten een uniek dialect binnen de Chinese talen en wordt beschouwd als een Junjiahua. Doordat er geen ander dialect is dat bestaat uit twee grote Han-Chinese talen. Het dialect bestaat namelijk uit een mengelmoes van Hakka en Kantonees.
- Sino-Tibetaanse talen
  - Chinese talen
    - Kantonees
      - Waitau
      - Dapenghua

of
- Sino-Tibetaanse talen
  - Chinese talen
    - Hakka
      - Bao'an-Hakka
        - Dapenghua

## Geschiedenis
In Chinese geschiedenisboeken wordt het ook wel Junying li de putonghua genoemd, omdat in het begin het dialect alleen werd gebruikt door soldaten van de legerkampen Laifu en Liufu.
Doordat vroeger Standaardmandarijn niet door iedere Chinees als hoofdtaal werd beschouwd, waren er veel problemen in communicatie. Het Dapeng werd door de soldaten als lingua franca gebruikt in Longgang, want de soldaten kwamen van verschillende gebieden in Guangdong.
Later gebruikte de Hakka in Longgang steeds meer het Dapeng. Waardoor het dialect nu een mengelmoes is van Kantonese en Hakka woorden en klanken.
Ook is het dialect sterk verwant met het Weitouhua, dat de Waitau spreken.

## Dapengsprekers
Alle mensen die uit het gebied Longgang vandaan komen kunnen het dialect verstaan en spreken. De meeste sprekers wonen in New York, Longgang en Hongkong. Het dialect wordt steeds minder gesproken omdat de meeste jongeren het niet hebben geleerd en omdat Standaardkantonees steeds populairder wordt.
Op het Hongkongse Ping Chau/平洲, een eiland in Dapeng Wan/大鹏湾, wordt een variant van het Dapeng gesproken. Het verschil is klein het ligt op de intonatie van woorden. Er is een vervorming van de Dapenghua klank [iː] naar de Ping Chau klank [yuː].
Nederland heeft ongeveer duizend Chinezen die het Dapeng en het dialect Pingchau spreken en nog eens duizenden die het verstaan. Voor Kantonezen is het Dapeng makkelijk te verstaan doordat het verschil tussen Kantonees en Dapeng alleen de intonatie van woorden betreft.

## Uitspraak
Alle Chinese woorden behalve de tweede Mandarijnse woorden moeten op z'n Nederlands uitgesproken worden. De "uh" van "uh" van "huh?". De "ur" van "Turk". De "aauw" van de "auw" van "miauw. De "ôow" van de "oo" van "boog". De "oe" van "doen". De "j" van "Janssen". De "dj" van het Engelse "jeans". De letters waar een accent grave op staat betekent dat de klank naar boven verheven wordt. Voorbeeld: de "a" van "maken" wordt bij á de ' "aa" van "maar?" bij een vraag '
| woorden in vergelijking               |                                                  |                     |                             |                          |                                             |  |
| Nederlands                            | Dapenghua                                        | Dapenghua (IPA)     | Standaardkantonees          | Standaardkantonees (IPA) | Standaardmandarijn/pinyin                   |  |
| één                                   | Yát 一                                           | [jɐt]               | Yāt 一                      | [jɐt]                    | Ie/yi 一                                    |  |
| twee                                  | Ngie 二                                          | [ŋiː]               | Yie 二                      | [jiː]                    | Ur/er 二                                    |  |
| drie                                  | Sam 三                                           | [saːm]              | Saam 三                     | [saːm]                   | San/san 三                                  |  |
| vier                                  | Sie 四                                           | [siː]               | Seej 四                     | [sei]                    | Ss/Si 四                                    |  |
| vijf                                  | MM 五                                            | [m̩]                 | MM 五                       | [m̩]                      | Woe/wu 五                                   |  |
| zes                                   | Lók 六                                           | [lʊk]               | Lok 六                      | [lʊk]                    | Ljuw/liu 六                                 |  |
| zeven                                 | Chat 七                                          | [tsʰɐt]             | Chat 七                     | [tsʰɐt]                  | Chie/qi 七                                  |  |
| acht                                  | Páat 八                                          | [paːt]              | Paat 八                     | [paːt]                   | Baa/ba 八                                   |  |
| negen                                 | Kauw 九                                          | [kɐu]               | Kauw 九                     | [kɐu]                    | Djuw/jiu 九                                 |  |
| tien                                  | Sáp 十                                           | [sɐp]               | Sap 十                      | [sɐp]                    | Sj/shi 十                                   |  |
| honderd miljoen                       | Jak 億                                           | [jɐk]               | Jik 億                      | [jɪk]                    | Ie/yi 億                                    |  |
| kleur                                 | Sak 色                                           | [sɐk]               | Sik 色                      | [sɪk]                    | Suh/se 色                                   |  |
| groen                                 | Lók 綠                                           | [lʊk]               | Lok 綠                      | [lʊk]                    | Luu/lü 綠                                   |  |
| dankuwel                              | Toh Chéh 多謝 (in Standaardkantonees als "多車") | [tɔː tsʰɛː]         | Toh Cheh 多謝               | [tɔː tsɛː]               | Sjeh Sjeh/xiexie 謝謝                       |  |
| alstublieft                           | MM K'oei 唔該                                    | [m̩ kʰuːi]           | MM Kooi 唔該                | [m̩ kɔːi]                 | Sjeh Sjeh/xiexie 謝謝                       |  |
| ruilen                                | Óen 換                                           | [uːn]               | Woen 換                     | [wuːn]                   | Goewan/huan 換                              |  |
| groot                                 | T'áai 大                                         | [tʰaːi]             | Taai 大                     | [taːi]                   | Daa/da 大                                   |  |
| goed                                  | Haauw 好                                         | [haːu]              | Hoow 好                     | [hou]                    | Haauw/hao 好                                |  |
| boven                                 | Sôong 上                                         | [sɔːŋ]              | Seung 上                    | [sœːŋ]                   | Sjang/shang 上                              |  |
| geen                                  | Maauw 冇                                         | [maːu]              | Moow 冇                     | [mou]                    | Boe/bu 不                                   |  |
| ook                                   | Taauw 都                                         | [taːu]              | Toow 都                     | [tou]                    | Daauw/dao 都                                |  |
| door                                  | 由於                                             | [jɐu jiː]           | 由於                        | [jɐu jyː]                | 由於                                        |  |
| weten                                 | Sák 識                                           | [sɐk]               | Sik 識                      | [sɪk]                    | Dj daauw/zhi dao 知道                       |  |
| komen                                 | 來                                               | [lɵy]               | 來                          | [lɔːi]                   | 來                                          |  |
| weten                                 | T'íe 知                                          | [tʰiː]              | Chie 知                     | [tsiː]                   | Dj daauw/zhi dao 知道                       |  |
| zitten                                | Chōh 坐 (in Standaardkantonees als "錯")         | [tsʰɔː]             | Choh 坐                     |                          | Dzwo/zuo 坐                                 |  |
| maken                                 | Chǎng 整                                         | [tsɐŋ]              | Chǐng 整                    | [tsɪŋ]                   | Djwo/zuò 做                                 |  |
| begrijpen                             | Mang Pák 明白                                    | [mɐŋ pɐk]           | Ming Paak 明白              | [mɪŋ paːk]               | Ming Baj/ming bai 明白                      |  |
| roepen/commanderen                    | 喊                                               | [ha:m]              | 叫                          | [ki:u]                   |                                             |  |
| de deur openen                        | Foej Moen 開門                                   | [fuːi muːn]         | Hooj Moen 開門              | [hɔːi muːn]              | Káaj Men/kai men 開門                       |  |
| China                                 | Chòng Kók 中國                                   | [tsʊŋ kwɔːk]        | Chóng Kwôk 中國             |                          | Djong Gwoh/zhongguo 中國                    |  |
| Shanghai 上海                         | Sôong Foej 上海                                  | [sɔːŋ fuːi]         | Seung Hooj 上海             |                          | Sjang Haaj/Shanghai 上海                    |  |
| hij他/zij她/het它                     | Hǐe 佢                                           | [hiː]               | Heui 佢                     | [kʰɵy]                   | Taa/ta 他/她/它                             |  |
| oma van vaderskant                    | Aa Maa                                           | [a: ma:]            | Aa Maa 阿嫲                 |                          | Naai Naai/nainai奶奶                        |  |
| oma van moederskant                   | 姊婆                                             | [tsɛ: pʰɔ:]         | 阿婆                        |                          | Laauw Laauw/laolao姥姥                      |  |
| moeder                                | 阿奶                                             | [aː naːi]           | 阿媽                        | [aː maː]                 |                                             |  |
| de was ophangen                       | 灑乾                                             | [saːi kuːn]         | 晾杉                        | [lɔːŋ saːm]              |                                             |  |
| gisteren                              | 瘡日                                             | [tsʰɔːŋ jɐt]        | 沉日                        | [tsʰɐm jɐt]              | Djwoh T'jen/zuotian 昨天                    |  |
| lange tijd                            | 久                                               | [kɐu]               | 耐                          | [lɔ:i]                   | Djuw/jiu 久                                 |  |
| dik persoon                           | 肥佬                                             | [fiː laːu]          | 肥佬                        | [fei lou]                | 胖子                                        |  |
| chinese achternaam Zhang,Cheung 張/张 | Chôong 張                                        | [tsɔːŋ]             | Cheung 張                   | [tsœːŋ]                  | Djang/zhang 張                              |  |
| vroeg (ochtend)                       | Chaauw 早                                        | [tsaːu]             | Choow 早                    | [tsou]                   | Chaauw/zao 早                               |  |
| de hele dag                           | 成日                                             | [saːŋ jɐt]          | 成日                        | [sɪŋ jɐt]                | 全天                                        |  |
| alles                                 | Tsien 全                                         | [tsʰiːn]            | Tsuun 全                    | [tsʰyːn]                 | Tsjwen/chuan 全                             |  |
| het weer                              | T'íen Híe 天氣                                   | [tʰiːn hiː]         | T'ǐen Heej 天氣             | [tʰiːn hei]              | T-jen Ch'ie/tiānqì天氣                      |  |
| modern                                | Sien Chan 先進                                   | [siːn tsɐn]         | Sien Chun 先進              | [siːn tsɵn]              | Ssjen Djin/xiānjìn                          |  |
| stage                                 | Sak Chap 實集                                    | [sɐk tsɐp]          | Sat Chaap 實集              | [sɐt tsaːp]              |                                             |  |
| afstuderen                            | Pát Niep 畢業                                    | [pɐt niːp]          | Pat Yiep 畢業               | [pɐt jiːp]               | Bie Yeh/bìyè 畢業                           |  |
| nieuwe zaak openen                    | Fóei Chôong                                      | [fuːi tsɔːŋ]        | Hooi Chéung                 |                          | K'aj Djang/kaizhang                         |  |
| zak                                   | Teuj 袋                                          | [tɵy]               | Tooi 袋                     | [tɔːi]                   | Daai/dài 袋                                 |  |
| retour                                | Leuj Woei 來回                                   | [lɵy wuːi]          | Lóoi Woei 來回              |                          | Laai GGweej/laihui 來回                     |  |
| keuken                                | Ch'uu Fong 廚房                                  | [tsʰiː fɔːŋ]        | Ch'uu Fôong 廚房            | [tsʰyː fɔːŋ]             | Ch'oe Fang/chúfáng 廚房                     |  |
| oranje pompoen                        | 金瓜                                             | [kɐm kwaː]          | 黃瓜                        | [wɔːŋ kwaː]              | [nɐn kwaː] 南瓜                             |  |
| weg/pad                               | Loe 路                                           | [luː]               | Loow 路                     | [lou]                    | Loe/lu 路                                   |  |
| acountant                             | Wóei Kaj 會計                                    | [wuːi kɐi]          | Woei Kaj 會計               |                          | GGweej Djie 會計                            |  |
| huisarts                              | Kaa T'ang Ngie Saang 家庭醫生                    | [kaː tʰɐŋ ŋiː saːŋ] | Kaa T'ing Yie Sang 家庭醫生 | [kaː tʰɪŋ jiː sɐŋ]       | Djaa Tieng Ie Sjung/jiatingyisheng 家庭醫生 |  |
| tafel                                 | 隤                                               | [tʰɵy]              | 台                          | [tʰɔːi]                  | Djwoh/zuo 桌                                |  |
| auto, kar                             | 叉                                               | [tsʰaː]             | 車                          | [tsʰɛ]                   | Ch'uh/Che 車                                |  |
| offeren bij de vooroudergraven        | 家祠                                             | [kaː tsʰiː]         | 拜山                        | [paːi saːn]              | 祭祖                                        |  |
| contract                              | Háap T'ong 合同                                  | [haːp tʰʊŋ]         | Hap T'ong 合同              | [hɐp tʰʊŋ]               | 合同                                        |  |